# Lee Yi-ping
Lee Yi-ping (ur. 8 sierpnia 1989 na Tajwanie) – tajwańska siatkarka grająca jako środkowa. Obecnie występuje w drużynie National Taiwan Normal University.